# 1852 Carpenter
1852 Carpenter è un asteroide della fascia principale del diametro medio di circa 22,89 km. Scoperto nel 1955, presenta un'orbita caratterizzata da un semiasse maggiore pari a 3,0135233 UA e da un'eccentricità di 0,0642790, inclinata di 11,20569° rispetto all'eclittica.
L'asteroide è dedicato a Edwin F. Carpenter, vice direttore dello Steward Observatory.